# Svømning under sommer-OL 2008 - 200m Medley Kvinder
Konkurrencen i 200m medley for kvinder under OL 2008 blev afholdt 11. – 13. august.

## Indledende Heats

### 1. Heat
| Bane | Navn                    | Nationalitet     | Tid     | Noter |
| ---- | ----------------------- | ---------------- | ------- | ----- |
| 6    | Ganna Dzerkal           | Ukraine          | 2:18.25 |       |
| 2    | Erika Stewardt          | Colombia         | 2:18.54 |       |
| 3    | Hiu Wai Sherry Tsai     | Hongkong         | 2:18.91 |       |
| 4    | Erla Dogg Haraldsdottir | Island           | 2:20.53 |       |
| 7    | Man-Hsu Lin             | Kinesiske Taipei | 2:23.29 |       |
| 1    | Fibriani Ratna Marita   | Indonesien       | 2:28.18 |       |

### 2. Heat
| Bane | Navn             | Nationalitet | Tid     | Noter |
| ---- | ---------------- | ------------ | ------- | ----- |
| 7    | Joanna Maranhao  | Brasilien    | 2:14.97 |       |
| 1    | Sara Nordenstam  | Norge        | 2:15.13 |       |
| 2    | Hyera Choi       | Korea        | 2:15.26 |       |
| 3    | Anja Klinar      | Slovenien    | 2:15.39 |       |
| 5    | Jessica Pengelly | Sydafrika    | 2:15.80 |       |
| 6    | Femke Heemskerk  | Holland      | 2:16.28 |       |
| 8    | Yi Ting Siow     | Malaysia     | 2:17.11 |       |
| 4    | Georgina Bardach | Argentina    | 2:25.74 |       |

### 3. Heat
| Bane | Navn                   | Nationalitet   | Tid        | Noter |
| ---- | ---------------------- | -------------- | ---------- | ----- |
| 4    | Natalie Coughlin       | USA            | 2:11.63 SE |       |
| 6    | Julie Hjorth-Hansen    | Danmark        | 2:11.99 SE |       |
| 2    | Asami Kitagawa         | Japan          | 2:12.47 SE |       |
| 1    | Jiaxing Li             | Kina           | 2:12.53 SE |       |
| 7    | Julia Wilkinson        | Canada         | 2:12.56 SE |       |
| 5    | Mireia Belmonte García | Spanien        | 2:12.75 SE |       |
| 3    | Keri-Anne Payne        | Storbritannien | 2:12.78 SE |       |
| 8    | Maria Pelaez           | Spanien        | 2:15.97    |       |

### 4. Heat
| Bane | Navn               | Nationalitet | Tid        | Noter |
| ---- | ------------------ | ------------ | ---------- | ----- |
| 3    | Alicia Coutts      | Australien   | 2:11.55 SE |       |
| 4    | Katie Hoff         | USA          | 2:11.58 SE |       |
| 5    | Camille Muffat     | Frankrig     | 2:12.16 SE |       |
| 1    | Svetlana Karpeeva  | Rusland      | 2:12.94 SE |       |
| 8    | Katinka Hosszu     | Ungarn       | 2:13.05    |       |
| 6    | Hui Qi             | Kina         | 2:14.25    |       |
| 2    | Cylia Vabre        | Frankrig     | 2:14.34    |       |
| 7    | Katharina Schiller | Tyskland     | 2:18.00    |       |

### 5. Heat
| Bane | Navn                 | Nationalitet   | Tid        | Noter |
| ---- | -------------------- | -------------- | ---------- | ----- |
| 3    | Hannah Miley         | Storbritannien | 2:11.72 SE |       |
| 4    | Stephanie Rice       | Australien     | 2:12.07 SE |       |
| 5    | Kirsty Coventry      | Zimbabwe       | 2:12.18 SE |       |
| 6    | Katarzyna Baranowska | Polen          | 2:12.47 SE |       |
| 2    | Evelin Verraszto     | Ungarn         | 2:12.52 SE |       |
| 1    | Helen Norfolk        | New Zealand    | 2:13.50    |       |
| 7    | Erica Morningstar    | Canada         | 2:14.11    |       |
| 8    | Sonja Schober        | Tyskland       | 2:20.18    |       |

## Semifinaler

### 1. Semifinale
| Bane | Navn                   | Nationalitet   | Tid        | Noter |
| ---- | ---------------------- | -------------- | ---------- | ----- |
| 6    | Kirsty Coventry        | Zimbabwe       | 2:09.53 KF | OR    |
| 3    | Stephanie Rice         | Australien     | 2:10.58 KF |       |
| 4    | Katie Hoff             | USA            | 2:10.90 KF |       |
| 2    | Katarzyna Baranowska   | Polen          | 2:12.13 KF |       |
| 5    | Hannah Miley           | Storbritannien | 2:12.35    |       |
| 8    | Svetlana Karpeeva      | Rusland        | 2:13.26    |       |
| 1    | Mireia Belmonte García | Spanien        | 2:13.45    |       |
| 7    | Jiaxing Li             | Kina           | 2:13.47    |       |

### 2. Semifinale
| Bane | Navn                | Nationalitet   | Tid        | Noter |
| ---- | ------------------- | -------------- | ---------- | ----- |
| 5    | Natalie Coughlin    | USA            | 2:11.84 KF |       |
| 1    | Julia Wilkinson     | Canada         | 2:12.03 KF |       |
| 4    | Alicia Coutts       | Australien     | 2:12.03 KF |       |
| 2    | Asami Kitagawa      | Japan          | 2:12.18 SO |       |
| 7    | Evelin Verraszto    | Ungarn         | 2:12.18 SO |       |
| 3    | Julie Hjorth-Hansen | Danmark        | 2:12.26    |       |
| 6    | Camille Muffat      | Frankrig       | 2:12.36    |       |
| 8    | Keri-Anne Payne     | Storbritannien | 2:14.14    |       |

### Semifinale Swimm-Off
| Bane | Navn             | Nationalitet | Tid        | Noter |
| ---- | ---------------- | ------------ | ---------- | ----- |
| 5    | Asami Kitagawa   | Japan        | 2:12.02 KF |       |
| 4    | Evelin Verraszto | Ungarn       | 2:14.96    |       |

## Finale
| Bane | Navn                 | Nationalitet | Tid     | Noter |
| ---- | -------------------- | ------------ | ------- | ----- |
| 5    | Stephanie Rice       | Australien   | 2:08.45 | VR    |
| 4    | Kirsty Conventry     | Zimbabwe     | 2:08.59 | AF    |
| 6    | Natalie Coughlin     | USA          | 2:10.34 |       |
| 3    | Katie Hoff           | USA          | 2:10.68 |       |
| 2    | Alicia Coutts        | Australien   | 2:11.43 |       |
| 8    | Asami Kitagawa       | Japan        | 2:11.56 |       |
| 7    | Julia Wilkinson      | Canada       | 2:12.43 |       |
| 1    | Katarzyna Baranowska | Polen        | 2:13.36 |       |